# Alfa del Dofí
Alfa del Dofí (α Delphini) és un sistema estel·lar múltiple de la constel·lació del Dofí, el segon element més brillant després de Beta del Dofí, amb magnitud aparent +3,77. El seu component principal Aa rep el nom de Sualocin, nom que té un curiós origen. Va aparèixer per primera vegada al catàleg d'estels de Palerm de 1814, constituint un misteri per a tots. Posteriorment, l'astrònom Thomas Webb va descobrir que el terme es deu a l'ajudant de l'astrònom Giuseppe Piazzi, Niccolo Cacciatore, qui va invertir la versió llatinitzada del seu nom Nicolaus, convertint-ho en Sualocin.
Alfa del Dofí és un sistema binari a 243 anys llum del Sistema Solar. La component principal té tipus espectral B9, sent un estel de la seqüència principal o una subgegant que acaba de començar a evolucionar. Amb una temperatura superficial de 11.000 K, la seva lluminositat és 175 vegades major que la del Sol. Com la major part dels estels de tipus B, mostra una alta velocitat de rotació —160 km/s—, 70 vegades major que la solar.
A menys d'1 segon d'arc s'hi troba la component secundària del sistema, un estel blanc de la seqüència principal, la lluentor de la qual és una desena part del de la seva companya. Orbita al voltant de l'estel principal cada 17 anys, amb una separació mitjana de 12 ua. El sistema té una massa total de 5,8 masses solars, la major part de la massa continguda en la component principal —per sobre de tres masses solars—. L'edat aproximada del sistema és de 140 milions d'anys.